# (9485) Uluru
(9485) Uluru est un astéroïde de la ceinture principale découvert le 24 septembre 1960 par le trio d'astronomes néerlandais Cornelis Johannes van Houten, Ingrid van Houten-Groeneveld et Tom Gehrels. Sa désignation provisoire était 6108 P-L.
Il doit son nom au rocher sacré Uluru des aborigènes d'Australie.